# Joseph Radetzky
Johann Joseph Wenzel Graf Radetzky von Radetz (en checo: Jan Josef Václav hrabě Radecký z Radče; 2 de noviembre de 1766-5 de enero de 1858) fue un noble y militar bohemio del Imperio austriaco inmortalizado por la composición de Johann Strauss, la Marcha Radetzky. 

## Primeros años

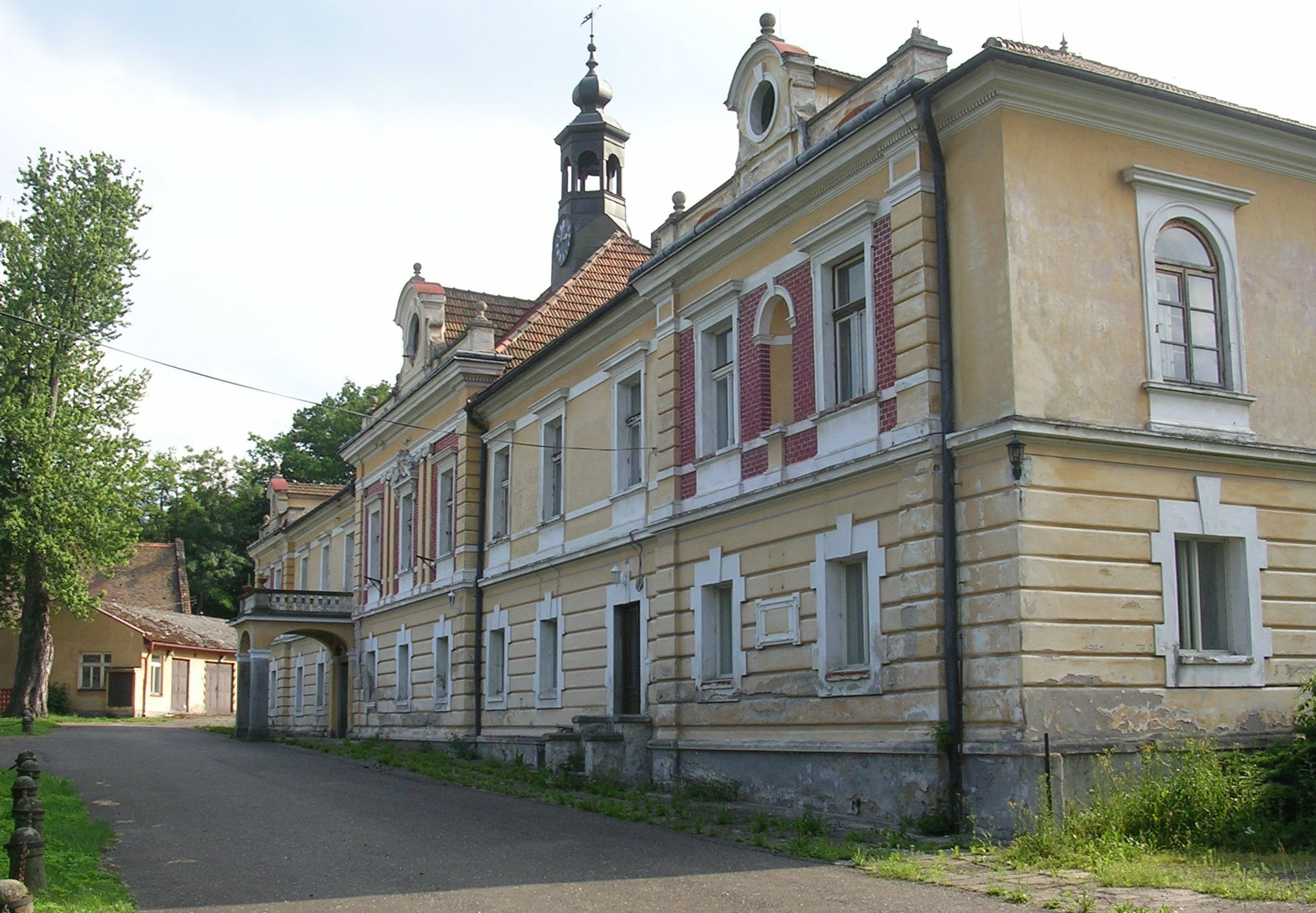
Castillo Třebnice, lugar de nacimiento de Radetzky.

Nació en Třebnice (Trebnitz), en Bohemia, de una familia noble. Huérfano a temprana edad, fue educado por su abuelo y después de la muerte del viejo conde, en la Academia Teresiana en Viena. Esta Academia se disolvió durante su primer año de residencia, por lo que se enroló como cadete en el ejército austríaco en 1785. Al siguiente, llegó a ser oficial y, en 1787, teniente primero en un regimiento de coraceros. Sirvió como jinete bajo las órdenes del conde Lacy en la guerra contra los turcos y en los Países Bajos entre 1792 y 1795.

## Guerras Napoleónicas

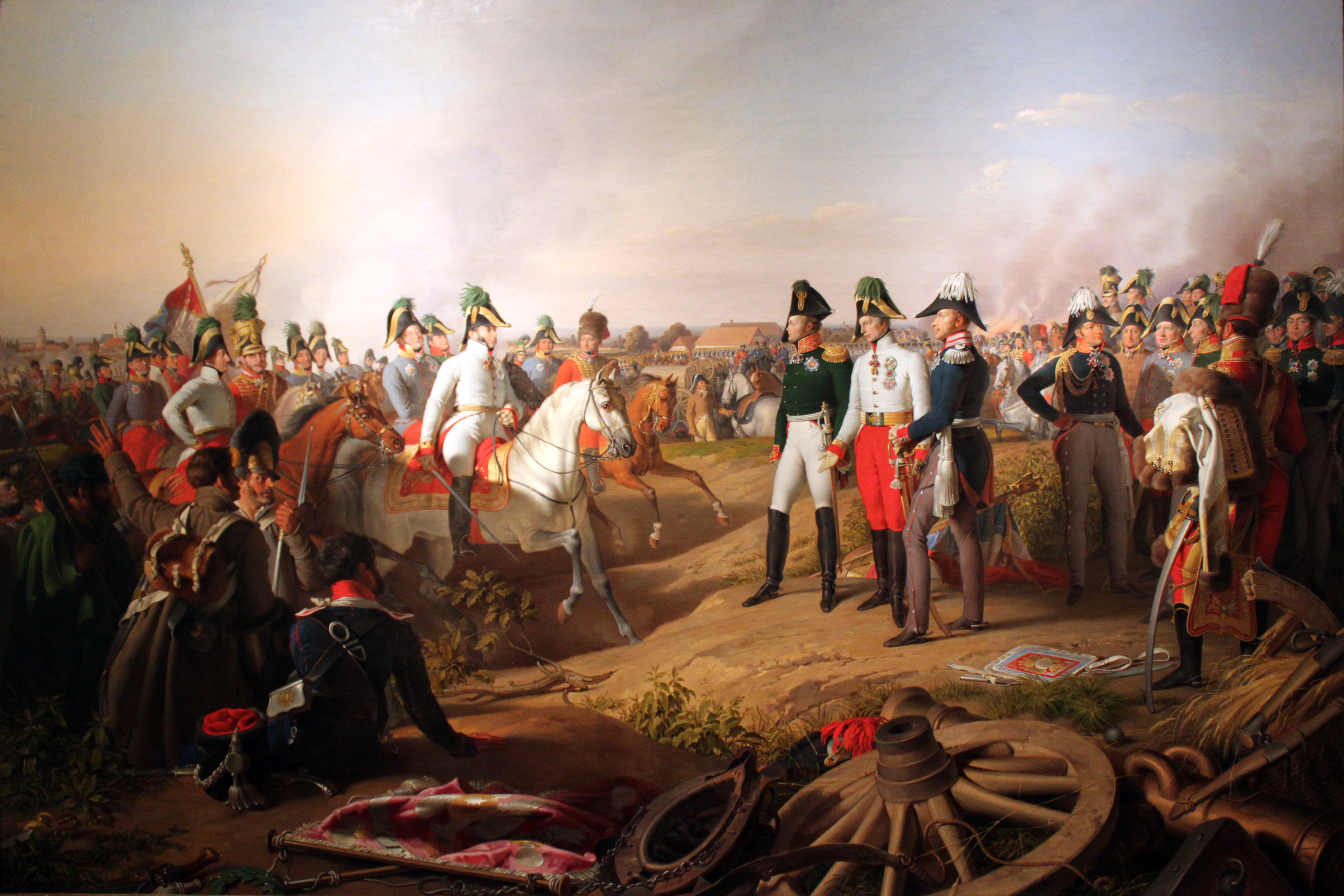
La batalla de Leipzig entre la Francia Napoleónica y una coalición aliada entre Austria, Rusia, Prusia y Suecia, 1813.

En 1795, luchó en el Rin. Al año siguiente, sirvió bajo las órdenes de Beaulieu contra Napoleón en Italia, pero tuvo aversión a la indecisa estrategia de contención que el conde Lacy había instituido y otros generales austríacos habían imitado. Su valor personal era visible; en la batalla de Fleurus dirigió una carga de caballería a través de las líneas francesas en la lucha por Charleroi, y en Valeggio sul Mincio, con unos pocos húsares, rescató a Beaulieu del enemigo. Promovido a mayor, tomó parte en la campaña de Wurmser, que terminó en la caída de Mantua. Como teniente coronel y luego como  coronel demostró valor y habilidad en las batallas de Trebbia y Novi (1799). En la batalla de Marengo, como coronel bajo el mando de Michael von Melas, fue alcanzado por cinco balas, después de haber intentado en la tarde previa introducir modificaciones en el plan sugerido por el científico Anton von Zach. En 1801, se le concedió la orden de caballería María Teresa.
En marzo de 1805, recibió en Ulm la noticia de su ascenso a mayor general y su destino a Italia bajo el Archiduque Carlos, y así tomó parte en la derrota de la campaña de Caldiero. La paz otra vez le proporcionó un corto ocio que utilizó para estudiar y enseñar el arte de la guerra. En 1809, siendo teniente general, luchó en la batalla de Wagram, y en 1810 recibió la Comandancia de la orden de María Teresa y el coronelato del 5.º de húsares de Radetzky. De 1809 a 1812, como jefe del Estado Mayor, cooperó a reorganizar el ejército y su sistema táctico, pero incapaz de llevar a cabo las reformas deseadas al tener la oposición de la Tesorería, renunció al puesto. En 1813, era jefe de personal de Schwarzenberg y tuvo considerable influencia en aconsejar a los soberanos y generales aliados. El general Langenau, del Gran Ejército, lo consideraba un ayudante imprescindible, y tuvo una participación apreciable en la planificación de la campaña de Leipzig. Con su táctica ganó grandes elogios en las batallas de Brienne y Arcis sur Aube. Entró en París con los monarcas aliados en marzo de 1814 y volvió con ellos al Congreso de Viena, donde parece haber actuado como intermediario entre Metternich y el zar Alejandro I de Rusia cuando ambos no estaban en términos de dialogar.

## Campañas italianas
Durante los años de paz posteriores, desapareció de la escena pública. Reasumió sus funciones como jefe de personal pero sus fervorosas ideas para reformar el ejército fracasaron a causa de la fatiga general por la guerra y el deseo de «dejar que funcione solo». Sus empeños de reforma le proporcionaron numerosos enemigos y, en 1829, después de haber sido durante veinte años teniente mariscal de campo, fue propuesto para pasar al retiro. El emperador, no dispuesto a ir tan lejos, lo ascendió a general de caballería y lo nombró gobernador de la fortaleza de Olomouc. Pero muy poco después la Restauración en Europa fue sacudida por nuevos conflictos y Radetzky volvió a ser llamado a filas. Tomó parte, bajo el mando de Johann Frimont, en la campaña contra los insurgentes de los Estados Pontificios y sucedió a dicho general en el mando del ejército austríaco en Italia en 1834.

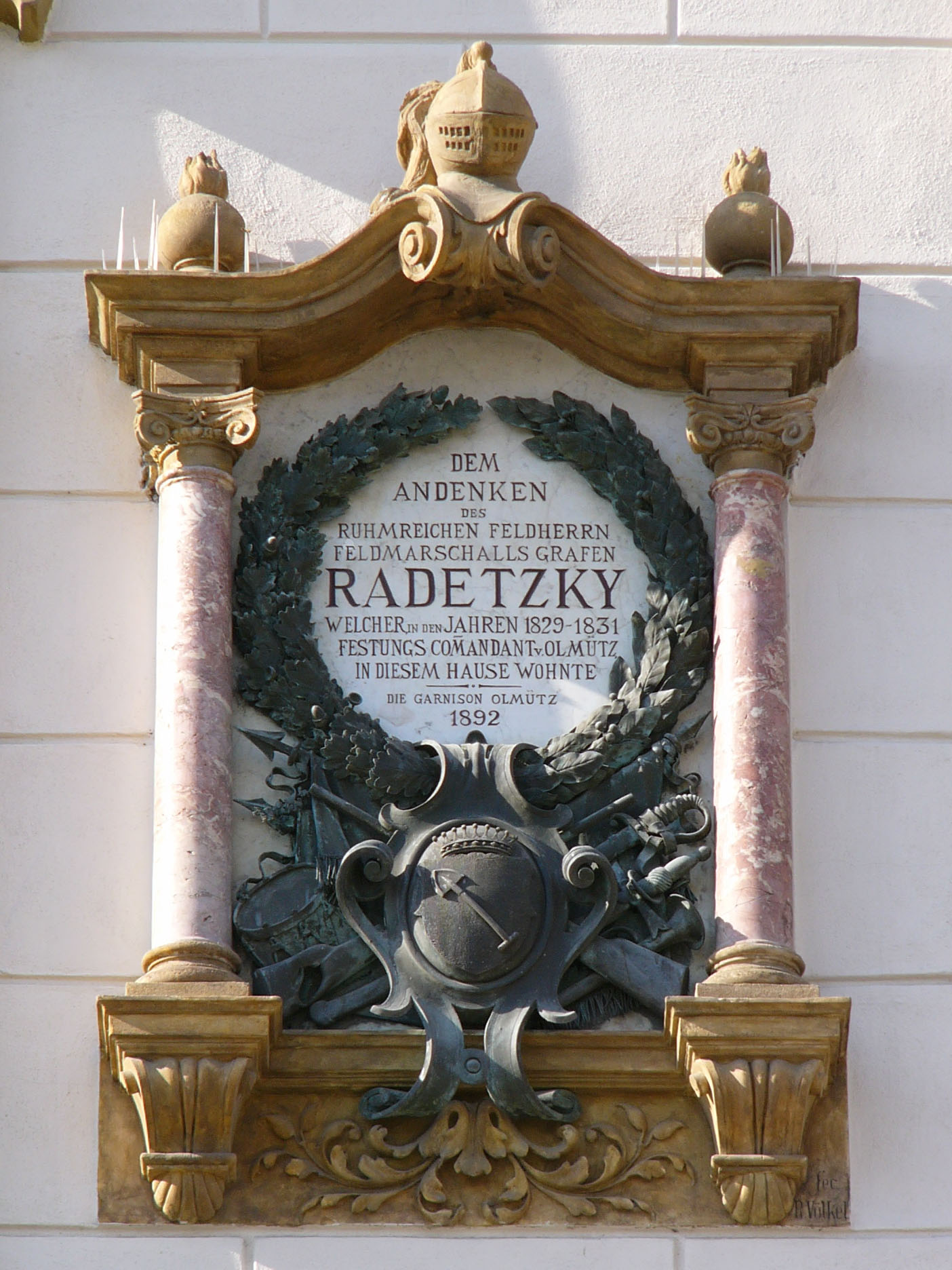
Placa memorativa en el Palacio Edelmann en Olomouc (República Checa).

En 1836, llegó a mariscal de campo. Tenía entonces 70 años, pero demostró todavía la actividad de la juventud en la instrucción y disciplina del ejército que comandaba. Pero aquí también se mostraba demasiado avanzado a su tiempo, y el gobierno no sólo desatendió sus sugerencias y advertencias, sino que denegó el dinero que habría permitido poner en pie el ejército. Así los acontecimientos de 1848 en Italia dieron al viejo mariscal de campo un lugar en la historia entre los grandes comandantes, pues el ejército se encontraba al principio, no solo desprevenido, sino también gravemente disminuido en la lucha contra las tropas de Carlos Alberto de Cerdeña y los rebeldes. Volvió a la península itálica y desde allí, combatiendo a un adversario tras otro, fue capaz de ganar tiempo hasta la llegada de refuerzos, y así consiguió el triunfo final en la Batalla de Novara el 23 de marzo de 1849. Su buen sentido de la disciplina y del deber al oficial superior, que había llegado a ser más intenso en los años largos de la paz, y después que mantener a su ejército leal en el medio de la confusión de 1848, no trató de jugar la parte de Wallenstein ni el papel de Wellington en ser el consejero familiar de la nación. Mientras como patriota soñó un poco con una Alemania unida, permaneció al final como un simple comandante de uno de los ejércitos del emperador. Murió todavía en activo aunque con una pobre salud. 
En la historia militar la fama de Radetzky descansa en sus logros, pero en la historia del ejército austríaco es el franco y amable Vater Radetzky ('padre Radetzky') que los soldados idolatraban. En el año que siguió a su muerte, estalló otra gran guerra italiana y su amado ejército se desintegró, derrotado en cada batalla.